# Тейсаровка
Тейсаровка (укр. Тейсарівка) — река в Стрыйском районе Львовской области, Украина. Левый приток реки Стрый (бассейн Днестра).
Длина реки 25 км, площадь бассейна 56 км². Река равнинного типа. Русло умеренно извилистое, местами с каменистым дном и перекатами.
Берёт начало в юго-западной части села Тейсаров. Течёт преимущественно на северо-восток. Впадает в Стрый у восточной окраины села Ивановцы.
Над реке расположены сёла Тейсаров, Пчаны, Ольховцы, Турады и Ивановцы.